# Rataje (Zlín)
Rataje é uma comuna checa localizada na região de Zlín, distrito de Kroměříž.